# Opuntia megacantha
Opuntia megacantha Salm-Dyck es una especie fanerógama perteneciente a la familia Cactaceae. Es nativa de Norteamérica en Aguascalientes, Guanajuato, San Luis Potosí y Zacatecas de México.

## Descripción
Opuntia megacantha es un arbusto que crece en forma de árbol y alcanza una altura de 4 a 5 metros. A veces, forman colonias. Las secciones son ovadas a oblongas  de color gris-verde a verde claro de 40 a 60 (o más) cm de largo. Las pequeñas hojas son de color verde o púrpura. Los  pequeñas aréolas son de 4 a 5 cm y llevan pequeños  gloquidios amarillas. Tiene de 1 a 5 espinas blanquecinas, divergentes  de 2 a 3 cm de largo. Las flores de color amarillo a naranja, que alcanzan una longitud de hasta 8 centímetros. Las frutas son de 7-8 cm de largo.

## Taxonomía
Opuntia megacantha  fue descrita por Joseph de Salm-Reifferscheidt-Dyck y publicado en Hortus Dyckensis ou Catalogue des Plantes ... 363. 1834.
Etimología
Opuntia: nombre genérico  que proviene del griego usado por Plinio el Viejo para una planta que creció alrededor de la ciudad de Opus en Grecia.

megacantha: epíteto griegoo que significa "grandes espinas".
Sinonimia
- Opuntia amyclaea Ten.
- Opuntia castillae Griffiths
- Opuntia incarnadilla Griffiths	[4]